# 医療秘書技能検定
医療秘書技能検定（いりょうひしょぎのうけんてい）は、日本の医療現場の事務職員に必要な能力を測る試験である。医療機関の組織運営に関することから、医学的知識、レセプト作成といった総合的な能力を測る点で、医療事務系の検定の中では特筆すべきことである。
主催者は医療秘書教育全国協議会で、この団体には2012年現在184の専門学校・各種学校並びに短期大学が加盟している。ハローワークの医療事務の求人欄に採用条件としてこの資格取得を挙げる医療機関も存在する。なお、受験者の能力に合わせて1級、準1級、2級、3級の4つの段階が存在する。

## 出題内容
出題内容は以下の3分野に分けられる。
- 領域I - 医療秘書実務、医療機関の組織・運営、医療関連法規。
- 領域Ⅱ - 医学的基礎知識、医療関連知識。
- 領域Ⅲ - 医療事務（レセプト作成並びに診療報酬点数表の理解）。

## 合格基準・合格率
合格するためには、領域I～IIIのすべての分野で60点以上取ると合格と判定されるのが原則である。しかし、試験の平均点がある程度ばらつきがあるにもかかわらず、合格率がほぼ一定になっている。なお合格率はだいたい次のようになっている。
| 1級   | 10%前後 |
| 準1級 | 20%前後 |
| 2級   | 45%前後 |
| 3級   | 70%前後 |

## 受験者の特徴
圧倒的に専門学校・各種学校の学生が多い。社会人も見られるが、医療機関に勤務する受験生は少ない。また、2、3級は受験生が多い（数千人単位）が、準1級、1級は受験者数が少ない（準1級は数百人単位、1級は数十人単位)。